# O coro: Sucesso, aqui vou eu
O coro: Sucesso aqui vou eu es una serie de televisión musical brasileña original de Disney+. Producida por Formata Produções e Conteúdo y Non Stop Studios, creada, dirigida y escrita por Miguel Falabella. La trama sigue a un grupo de jóvenes de diferentes orígenes que asisten a una audición para un grupo de teatro donde tienen la chance de revivir sus sueños reprimidos y buscar nuevos objetivos.
El elenco principal está conformado por Miguel Falabella, Sara Sarres, Karin Hils, Lucas Wickhaus, Daniel Rangel, Micaela Díaz, Gabriel Hipólito, Graciely Junqueira, Carolina Amaral, Rhener Freitas, Gabriella Di Grecco, Bruno Boer, Guilherme Magon y Magno Bandarz. La serie se estrenó en Brasil el 28 de setiembre de 2022.

## Trama
Un grupo de jóvenes de diferentes orígenes responden a una llamada de audición para un grupo de teatro. Allí ven la chance de revivir sus sueños y buscar nuevos objetivos, al mismo tiempo que siguen una carrera en el teateo. Animados por superar el primer gran obstáculo, los aspirantes a cantantes y actores experimentan una mezcla de emociones, que despierta en ellos no solo la fascinación por el multifacético mundo del teatro, sino también por las diferentes formas de amor, el pasado, así como el miedo al fracaso. Pero si fallan, sus sueños y oportunidades recién creadas pueden desaparecer de la noche a la mañana.

## Elenco

### Elenco principal
- Miguel Falabella como Renato.
- Sara Sarres como Marita.
- Karin Hils como Marion.
- Lucas Wickhaus como Jorge.
- Daniel Rangel como Leandro.
- Micaela Díaz como Alícia.
- Gabriel Hipólito como Reginaldo.
- Graciely Junqueira como Ivone.
- Carolina Amaral como Antonia.
- Rhener Freitas como Maurício.
- Gabriella Di Grecco como Nora.
- Bruno Boer como Sissy.
- Guilherme Magon como Artur.
- Bia Brumatti como Flor
- Sam Sabbá como Alessandro
- Magno Bandarz como Fernando.
- Debby Olivieri como Isabel
- Luci Salutes como Sandra
- Bárbara Guerra como Cristina
- Lilian Valeska como Delia
- Leticia Soares como Desi
- Ester Elías como Gloria
- Rafael Machado como Ciráno
- Renata Vilela como Dione
- Jandir Ferrari como Juan
- Caio Mutai como Emídio
- Fernando Dente como Freddy

## Producción
Las grabaciones de la primera temporada de la serie comenzaron el 23 de septiembre del año 2021. En diciembre del mismo año, antes del estreno de la serie, se confirmó el rodaje de la segunda temporada.